# Edwardsiana
Edwardsiana är ett släkte av insekter som beskrevs av Aleksey A. Zachvatkin 1929. Edwardsiana ingår i familjen dvärgstritar.

## Bildgalleri

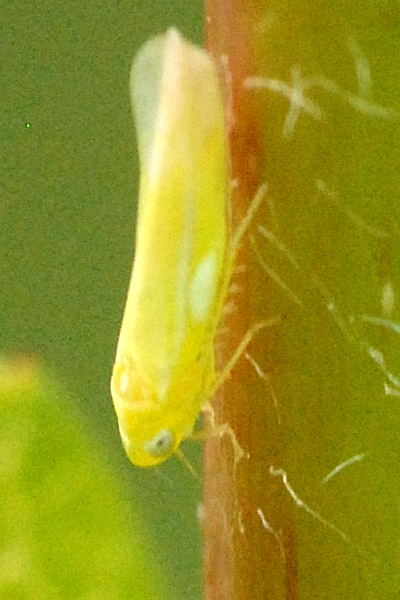
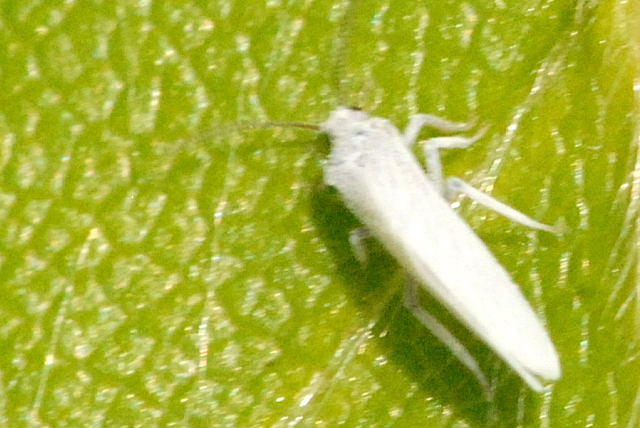

## Dottertaxa tillEdwardsiana, i alfabetisk ordning[1][2]
- Edwardsiana alcorni
- Edwardsiana alnicola
- Edwardsiana ampliata
- Edwardsiana ariadne
- Edwardsiana ariste
- Edwardsiana avellanae
- Edwardsiana bergmani
- Edwardsiana bergmanni
- Edwardsiana bilirata
- Edwardsiana candidula
- Edwardsiana centrorubida
- Edwardsiana commissuralis
- Edwardsiana corylicola
- Edwardsiana crataegi
- Edwardsiana cretica
- Edwardsiana dejecta
- Edwardsiana delongi
- Edwardsiana diversa
- Edwardsiana dorsti
- Edwardsiana egregia
- Edwardsiana elburzica
- Edwardsiana euphrante
- Edwardsiana expanda
- Edwardsiana flavescens
- Edwardsiana flavofumosa
- Edwardsiana flexuosa
- Edwardsiana froggatti
- Edwardsiana frustrator
- Edwardsiana geometrica
- Edwardsiana gratiosa
- Edwardsiana guntharti
- Edwardsiana helva
- Edwardsiana indefinita
- Edwardsiana iranicola
- Edwardsiana ishidae
- Edwardsiana ishidai
- Edwardsiana javedi
- Edwardsiana kemneri
- Edwardsiana lamellaris
- Edwardsiana lamellata
- Edwardsiana lanternae
- Edwardsiana latiuscula
- Edwardsiana lethierryi
- Edwardsiana logvinenkoae
- Edwardsiana lonicerae
- Edwardsiana menzbieri
- Edwardsiana mirjanae
- Edwardsiana munda
- Edwardsiana nicolovae
- Edwardsiana nigriloba
- Edwardsiana nigripennis
- Edwardsiana platanicola
- Edwardsiana plebeja
- Edwardsiana plurispinosa
- Edwardsiana praedestina
- Edwardsiana projecta
- Edwardsiana prunicola
- Edwardsiana pseudocommissuralis
- Edwardsiana pseudoplatani
- Edwardsiana pterocaryae
- Edwardsiana quettensis
- Edwardsiana rhodophila
- Edwardsiana rosae
- Edwardsiana rosaesugans
- Edwardsiana ruthenica
- Edwardsiana salicicola
- Edwardsiana sardoa
- Edwardsiana sariabensis
- Edwardsiana severtsovi
- Edwardsiana sharfi
- Edwardsiana singularis
- Edwardsiana smreczynskii
- Edwardsiana sociabilis
- Edwardsiana sogdiana
- Edwardsiana soror
- Edwardsiana spinigera
- Edwardsiana staminata
- Edwardsiana stehliki
- Edwardsiana tersa
- Edwardsiana trigonometrica
- Edwardsiana tshinari
- Edwardsiana ulmiphagus
- Edwardsiana verecunda
- Edwardsiana zaisanica